# Daihatsu Zebra
Der Daihatsu Zebra war ein Kleinbus und Kleintransporter, der in Indonesien von der Astra Daihatsu Motor zwischen 2001 und 2008 produziert wurde.
Er wurde auf der Basis des Daihatsu Hijet speziell für Indonesien und ähnliche asiatische Märkte von Astra Daihatsu Motor in Jakarta entwickelt. Versionen des Hijet waren schon früher mit den Namenszusatz Zebra in Indonesien erhältlich, aber er war das erste dort produzierte Modell.
Es gab ihn als Kastenwagen, Kleinbus, Pritschenwagen und Fahrgestell. Zur Wahl standen ein 1,3-Liter-Ottomotor mit 82 PS (60 kW) oder ein Motor mit 1,6 Litern und 125 PS (92 kW), beide gekoppelt mit einem Fünfgangschaltgetriebe.
In Japan und Europa wurde der Zebra nicht angeboten. Das Modell wurde auch in Malaysia von Perodua als Perodua Rusa produziert.

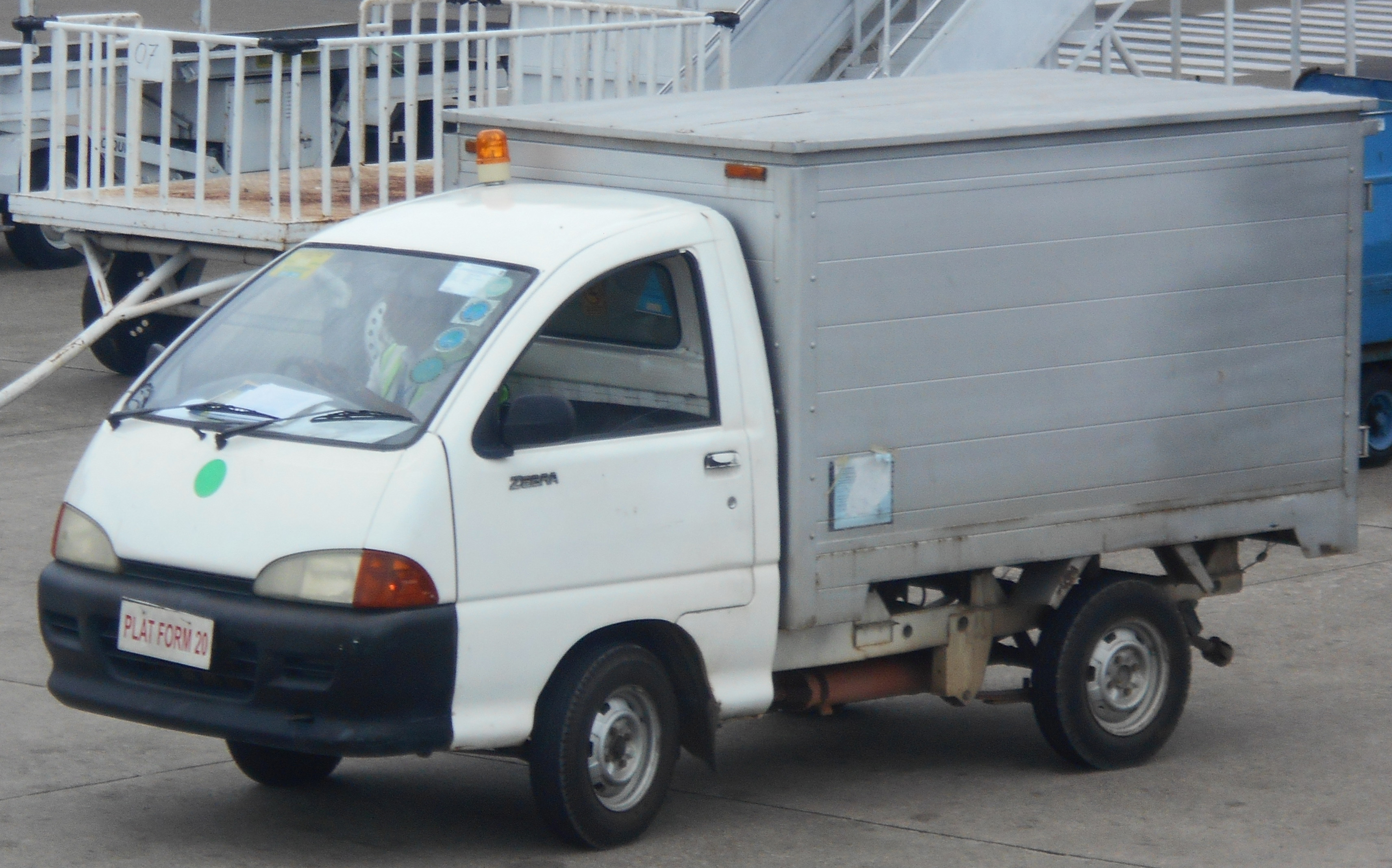
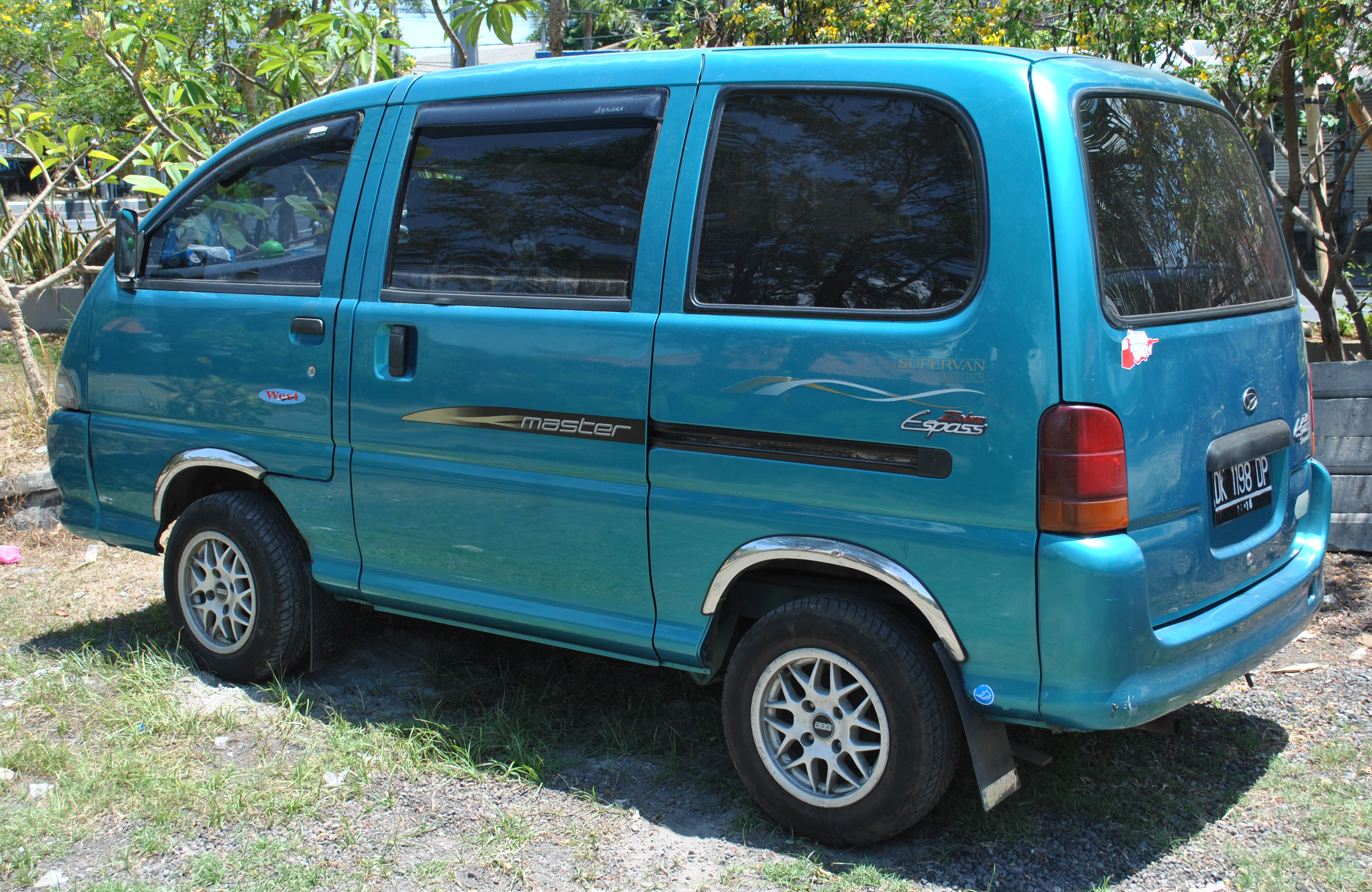
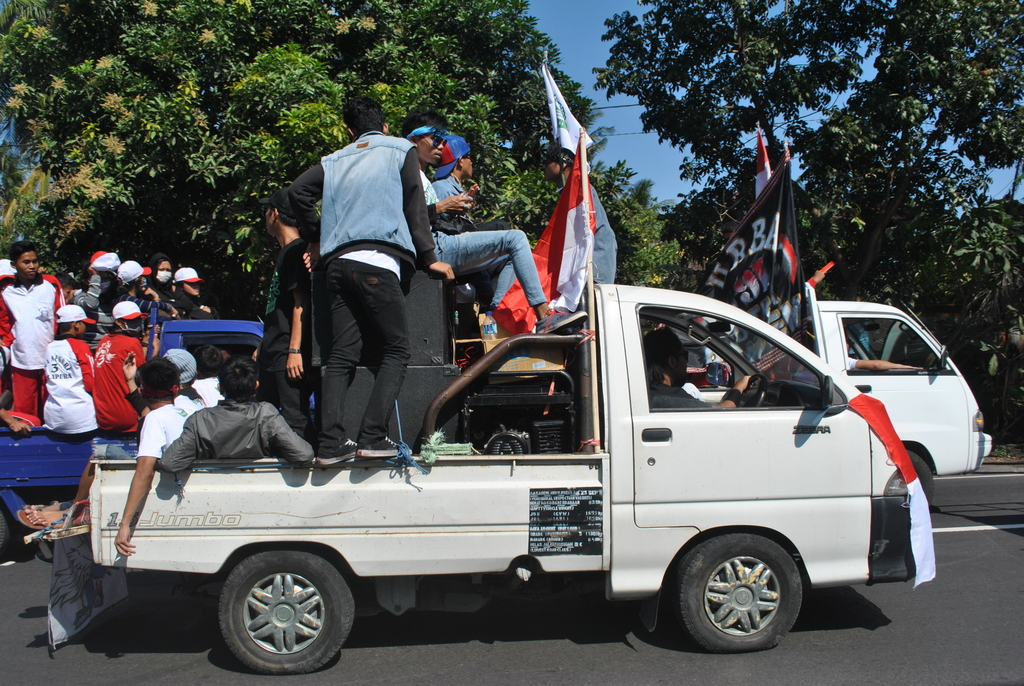